# J. J. Abrams
Jeffrey Jacob „J. J.“ Abrams (* 27. června 1966 New York) je americký filmový a televizní producent, scenárista, režisér, herec a skladatel. Narodil se v židovské rodině v New Yorku a vyrůstal v Los Angeles. Psal a produkoval celovečerní filmy už předtím, než se podílel na vytvoření amerického televizního seriálu Felicity (1998–2002). Dále vytvořil nebo se podílel na vzniku seriálů Alias (2001–2006), Ztraceni (2004–2010), Hranice nemožného (2008–2013) a Undercovers (2010). Abrams také režíroval filmy Mission: Impossible III (2006), Star Trek (2009), Super 8 (2011), Star Trek: Do temnoty (2013), Star Wars: Síla se probouzí (2015) a Star Wars: Vzestup Skywalkera (2019). Produkoval také film Monstrum (2008).

## Filmografie

### Scénář
- 1990 – Takový je byznys
- 1991 – Myslete na Henryho
- 1992 – Navždy mladý
- 1997 – Na rybách
- 1998 – Armageddon
- 1998 – Felicity (TV seriál)
- 2001 – Alias (TV seriál)
- 2001 – Jízda do pekel
- 2004 – Ztraceni (TV seriál)
- 2005 – Avatar: Legenda o Aangovi
- 2006 – Mission: Impossible III
- 2007 – Lost: Missing Pieces
- 2008 – Hranice nemožného (TV seriál)
- 2010 – Mr. & Mrs. Bloom (TV seriál)
- 2011 – Super 8
- 2015 – Star Wars: Síla se probouzí
- 2019 – Star Wars: Vzestup Skywalkera

### Režie
- 1998 – Felicity (TV seriál)
- 2001 – Alias (TV seriál)
- 2004 – Ztraceni (TV seriál)
- 2005 – Kancl (TV seriál)
- 2006 – Mission: Impossible III
- 2009 – Star Trek, Mr. & Mrs. Bloom (TV seriál)
- 2011 – Super 8
- 2013 – Star Trek: Do temnoty
- 2015 – Star Wars: Síla se probouzí
- 2019 – Star Wars: Vzestup Skywalkera

### Produkce
- 1996 – Smuteční host
- 1999 – Suburbans
- 2001 – Jízda do pekel
- 2008 – Monstrum
- 2009 – Star Trek
- 2010 – Hezké vstávání
- 2011 – Mission: Impossible – Ghost Protocol, Super 8
- 2013 – Star Trek: Do temnoty
- 2014 – Svět na houpačce
- 2015 – Mission: Impossible – Národ grázlů, Star Wars: Síla se probouzí
- 2016 – Star Trek: Do neznáma, Ulice Cloverfield 10
- 2017 – Star Wars: Poslední z Jediů
- 2018 – The Cloverfield Paradox, Mission: Impossible – Fallout, Overlord
- 2019 – Star Wars: Vzestup Skywalkera